# Stefán Gíslason
Stefán Gíslason, né le 15 mars 1980 à Reykjavik, est un footballeur islandais, reconverti comme entraîneur.

## Carrière
Jeune joueur, Stefán Gíslason a été recruté par le club anglais d'Arsenal mais par faute de temps de jeu, il est retourné en Islande sous la forme d'un prêt au club du KR Reykjavík.
Par la suite, il est transféré successivement au club norvégien de Strømsgodset IF, au club autrichien de Grazer AK et au club islandais de ÍBK Keflavík avant de retourner en Norvège au FC Lyn Oslo en 2005. En juillet 2007, il fut transféré au club danois de Brøndby IF où il devint capitaine à partir de février 2008. En juillet 2009, il perd le capitanat, et est placé sur la liste des transferts. Finalement, il est prêté en mars 2010 au Viking Stavanger.
Stefán Gíslason a fait ses débuts en équipe nationale en janvier 2002 lors d'un match amical contre le Koweit. Il est depuis appelé régulièrement par le sélectionneur. 

## Palmarès
Coupe d'Autriche de football :
- 2002 avec Grazer AK

Coupe d'Islande de football :
- 2004 avec ÍBK Keflavík

Coupe du Danemark de football :
- 2008 avec Brøndby IF